# Alois Ježek (malíř)
Alois Ježek (1. srpna 1887 Praha – 14. března 1943 Praha) byl český malíř.
Působil v Praze a věnoval se zvláště akvarelu a barevné perokresbě.

## Život a dílo
V letech 1904–1910 studoval na Vysoké škole uměleckoprůmyslové v Praze u profesorů Emanuela Dítěte ml. a Karla Vítězslava Maška. Podnikl řadu studijních cest do Drážďan, Mnichova, Vídně a dalších míst Evropy. Ve svém díle byl inspirován zvláště starou Prahou a českou krajinou. Vystavoval v řadě českých měst.

## Galerie

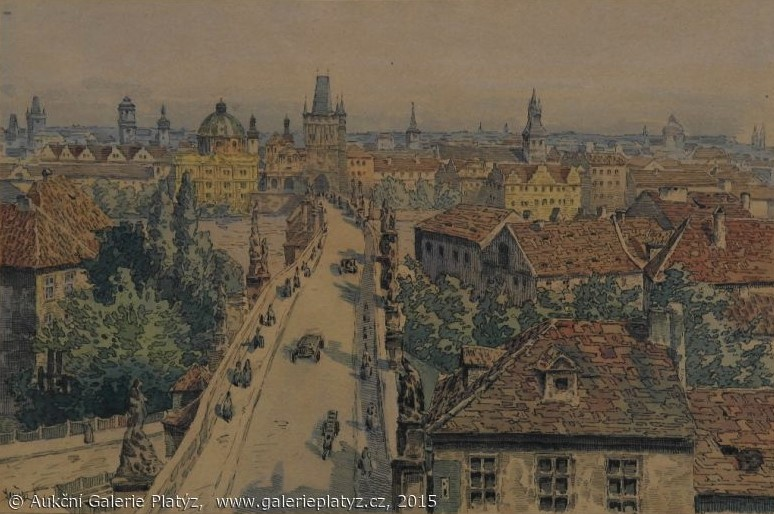
Karlův most
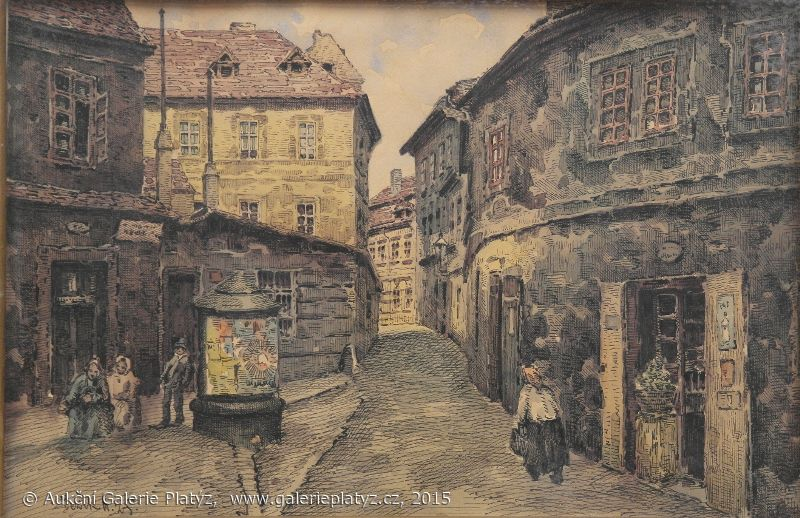
Pražské zákoutí (1925)
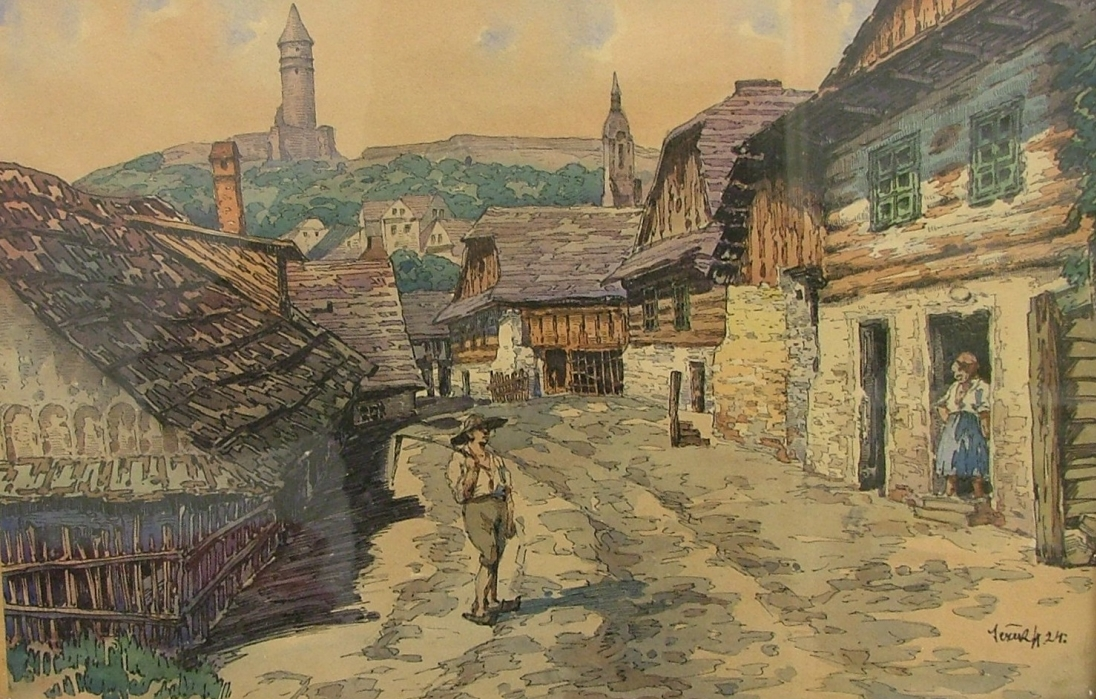
Štramberk (1924)
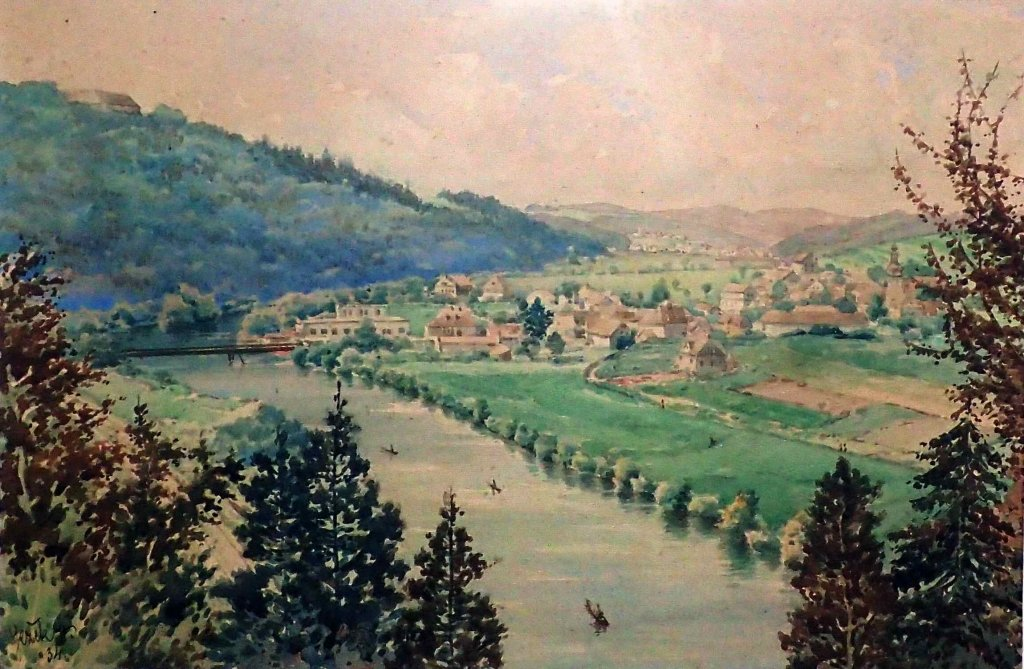
Chocerady – Sázava
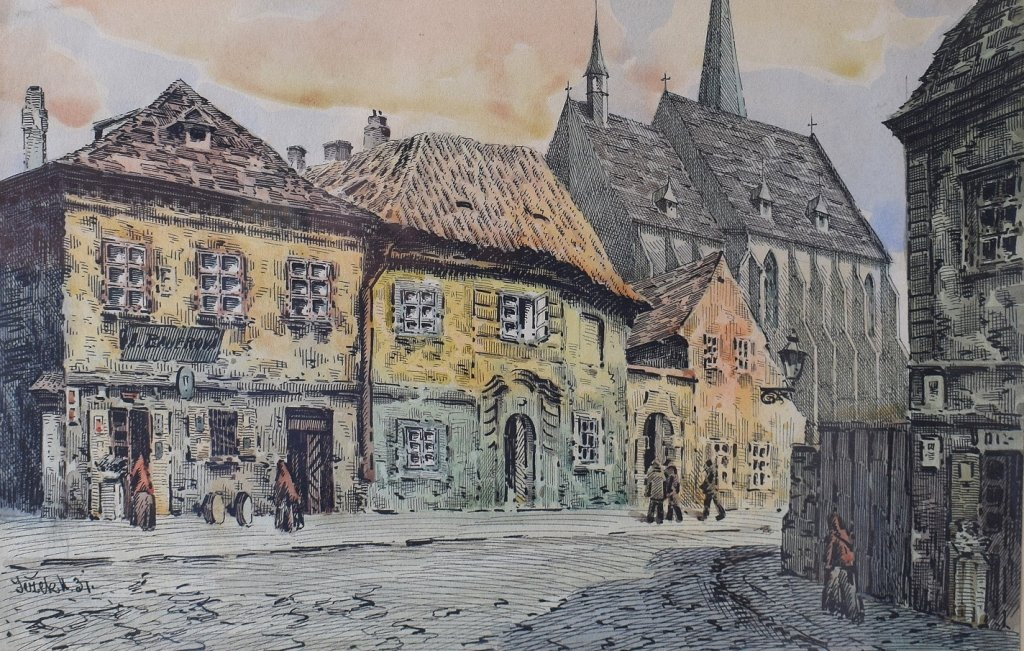
Městská ulička
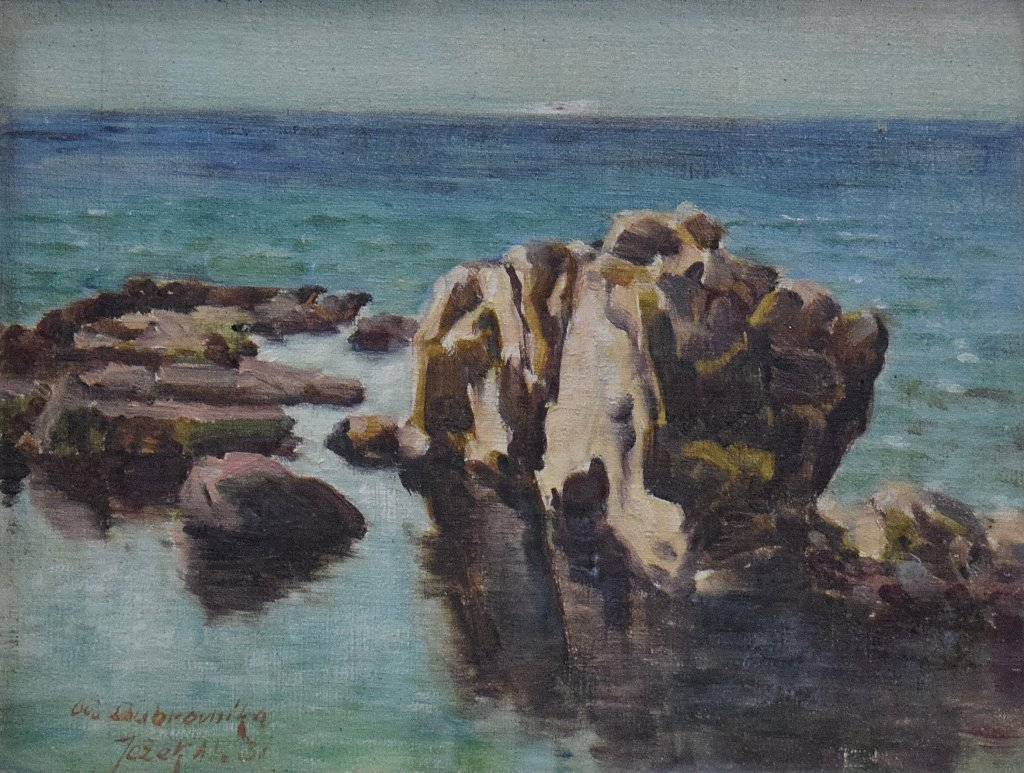
Mořské útesy u Dubrovníku